# Birgit Stegmeier
Birgit Stegmeier (* 5. Oktober 1949 in Oldenburg) ist eine deutsche Politikerin der CDU und ehemaliges Mitglied der Hamburgischen Bürgerschaft.

## Leben
Birgit Stegmeier ist Geschäftsführerin der Birgit Stegmeier Kommunikation GmbH in Dresden und spezialisiert auf Fundraising.
Sie war Ortsvorsitzende in Hamburg-Blankenese und stellvertretende Kreisvorsitzende in Hamburg-Altona für die CDU. Zudem war sie Mitglied des Landesvorstands Hamburg und Mitglied im Wirtschaftsrat der CDU e.V. Von 1986 bis 1993 war sie Mitglied der Hamburgischen Bürgerschaft. Dort vertrat sie ihre Fraktion unter anderem im Ausschuss für die Gleichstellung der Frau, Gesundheitsausschuss, Haushaltsausschuss und im Ausschuss für Hafen, Wirtschaft und Landwirtschaft.
Stegmeier ist Mutter von vier erwachsenen Kindern.